# Xizicus simplicicercis
Xizicus simplicicercis är en insektsart som först beskrevs av Kevan, D.K.M. och Xingbao Jin 1993.  Xizicus simplicicercis ingår i släktet Xizicus och familjen vårtbitare. Inga underarter finns listade i Catalogue of Life.